# Synechococcus

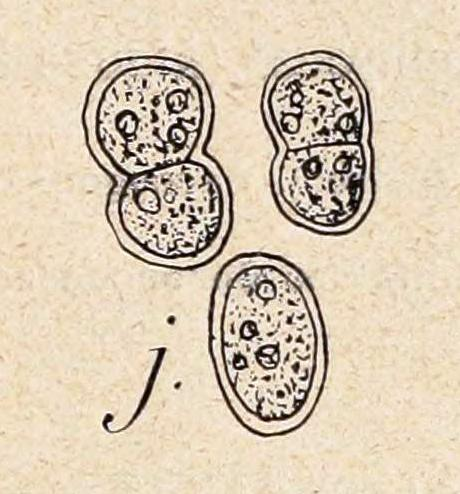
Synechococcus aeruginosa

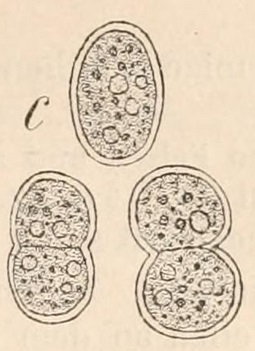
Synechococcus aeruginosa

Synechococcus ist eine Gattung innerhalb der Cyanobakterien und ist fakultativ anaerob. Der Name ist vom altgriechischen συνέχεος ‚zusammenhängend‘, und κόκκος' ‚Kern‘, abgeleitet. Die Arten der Gattung leben planktisch im marinen Pelagial. Dort trägt die photoautotrophe Gattung durch Photosynthese einen wesentlichen Anteil zur Primärproduktion bei. Einige Arten finden sich auch im Süßwasser. Als Modellorganismus in der Biologie ist das Genom einer Art, S. elongatus, sequenziert worden.

## Merkmale
Synechococcus-Arten finden sich unizellulär (einzeln), selten als Paar oder in kleinen Gruppen. Die Zellen besitzen keine oder nur sehr dünne Gallerthüllen, keine Gasvesikel und sind blaugrün oder rot gefärbt. Marine Vertreter der Gattung zeigen Motilität. Da die Zellen neben Chlorophyll auch das Pigment Phycoerythrin enthalten, zeigen sie bei entsprechender Anregung rote Autofluoreszenz. Sie sind ovoid oder zylindrisch geformt und zwischen 0,6 µm und 1,5 µm groß.

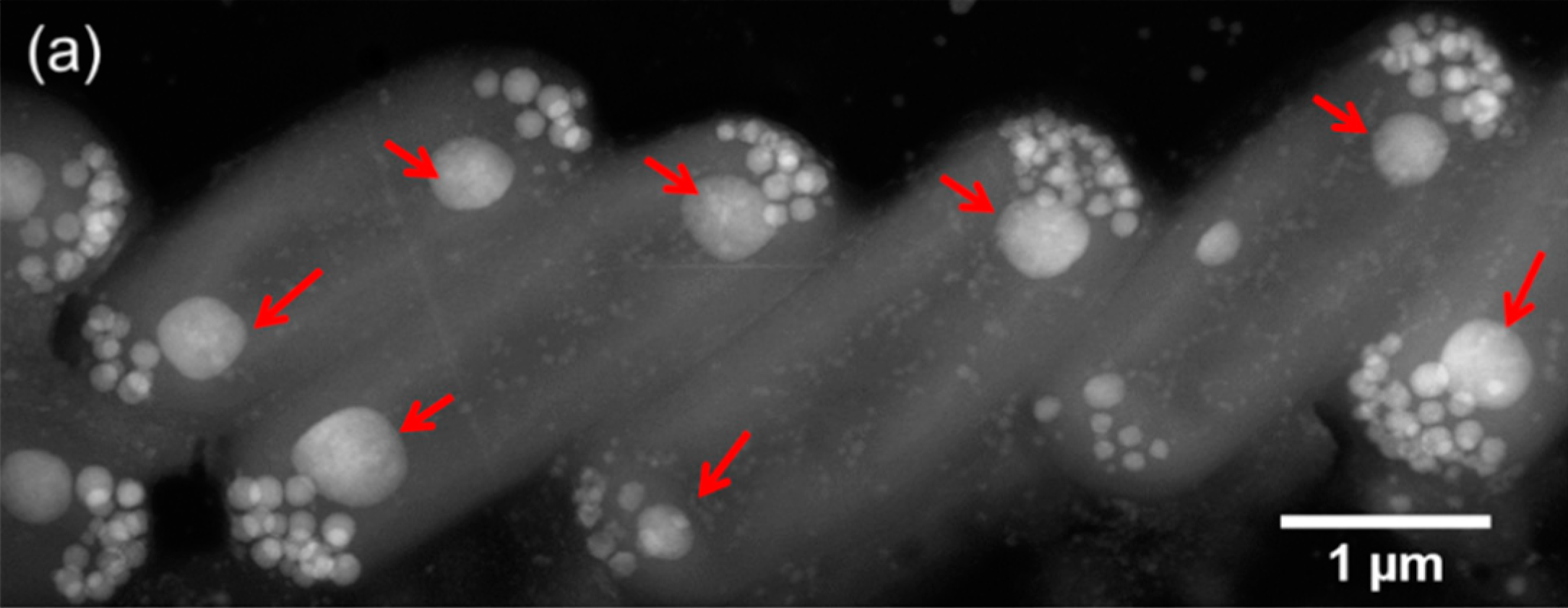
Räumliche Beziehungen zwischen Karbonat- und Polyphosphateinschlüssen innerhalb von Synechococcus calcipolaris G9. Die Pfeile mit der roten Linie zeigen Polyphosphateinschlüsse in der Nähe von Karbonateinschlüssen an.

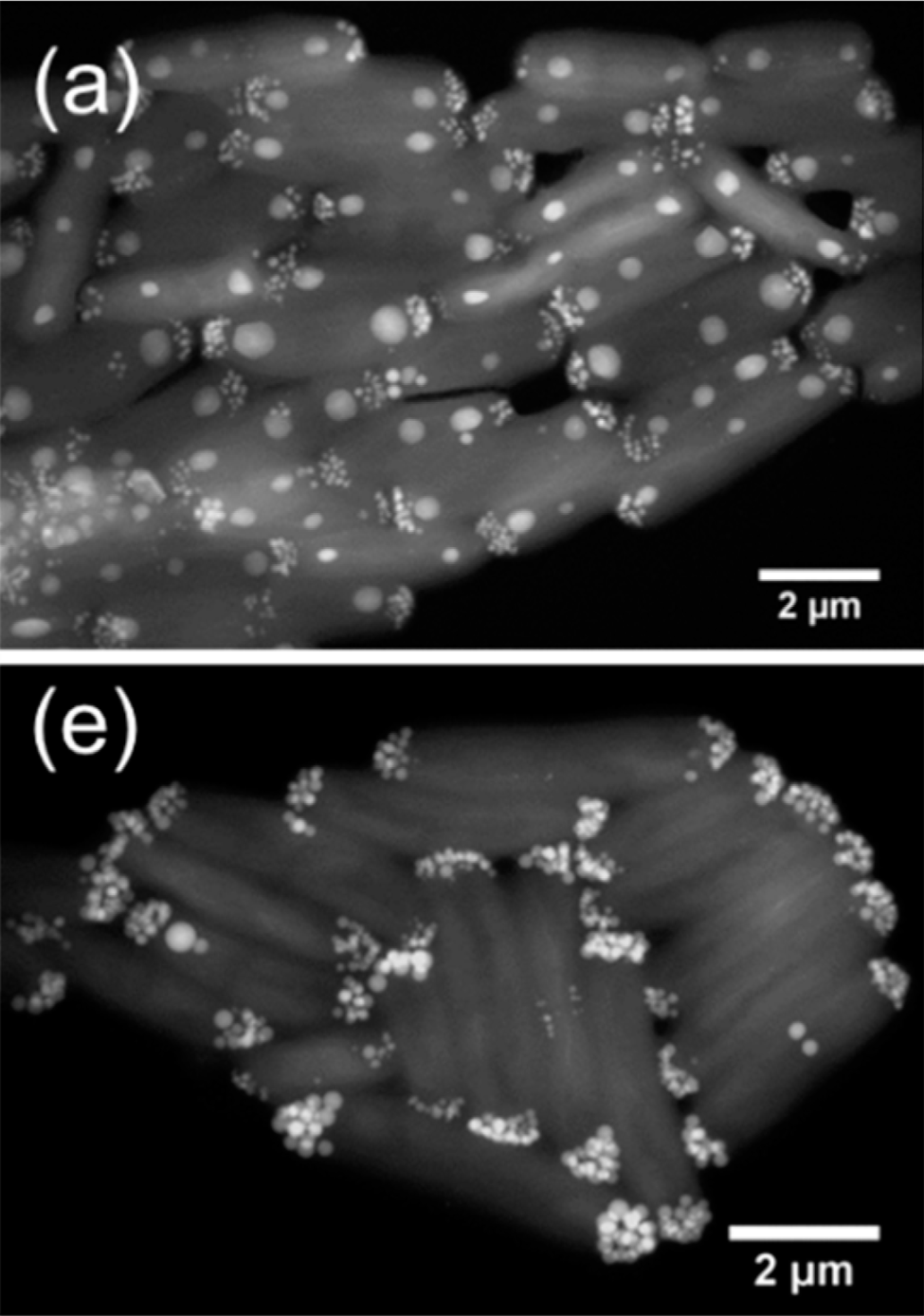
(a) HAADF-STEM-Aufnahme mit Zellen von Synechococcus calcipolaris G9, gewachsen in BG-11; (e) HAADF-STEM-Bilder von G9-Zellen, gewachsen in MS-2.

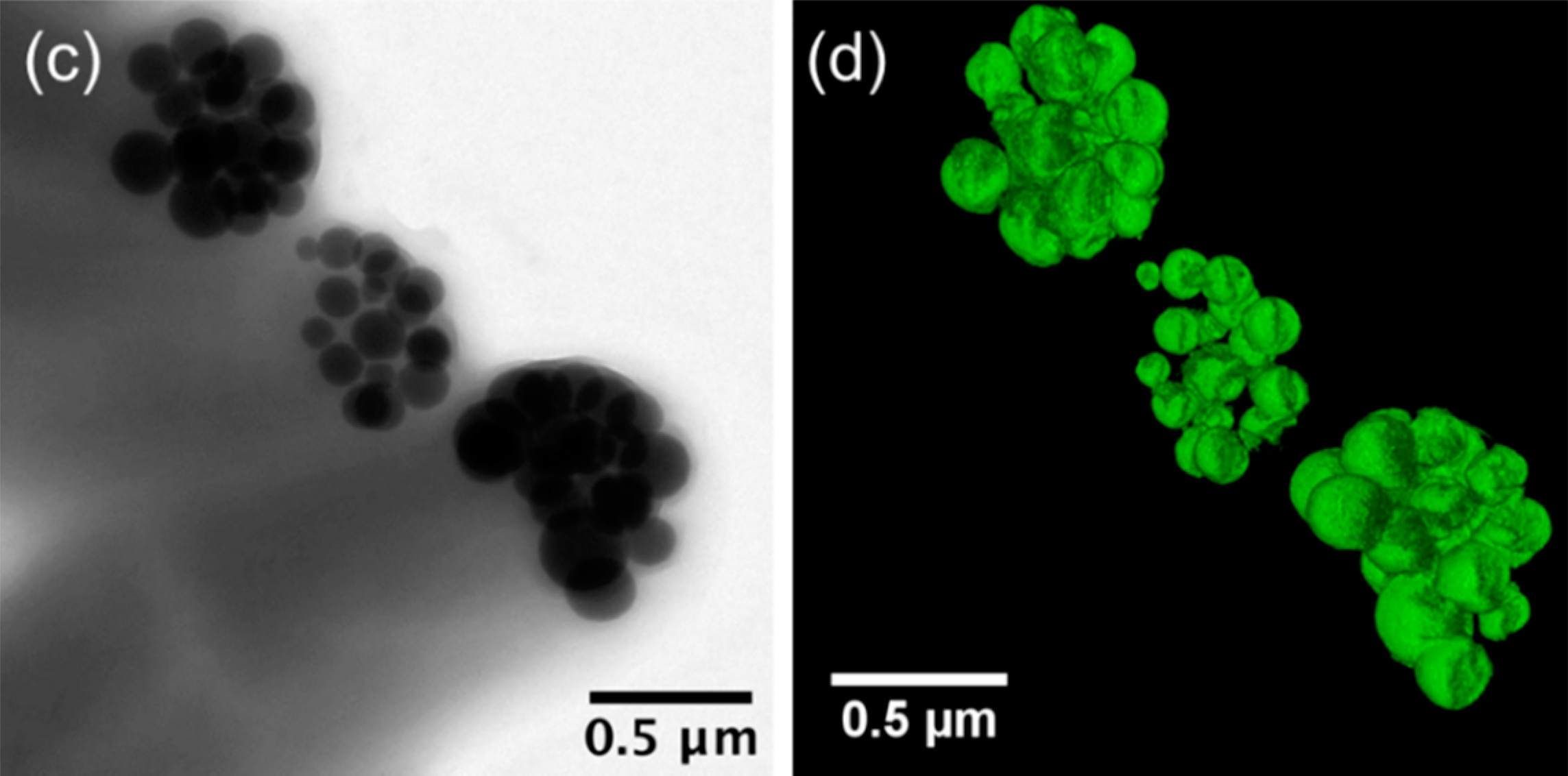
TEM-Tomographie von Ca. Synechococcus calcipolaris G9. (c) Hellfeld-TEM-Bild eines Teils von drei G9-Zellen, die für die tomographische Rekonstruktion der Titelreihe ausgewählt wurden; (d) 3-D-Visualisierung der Rekonstruktion aus Karbonateinschlüssen, die in (c) gezeigt werden.

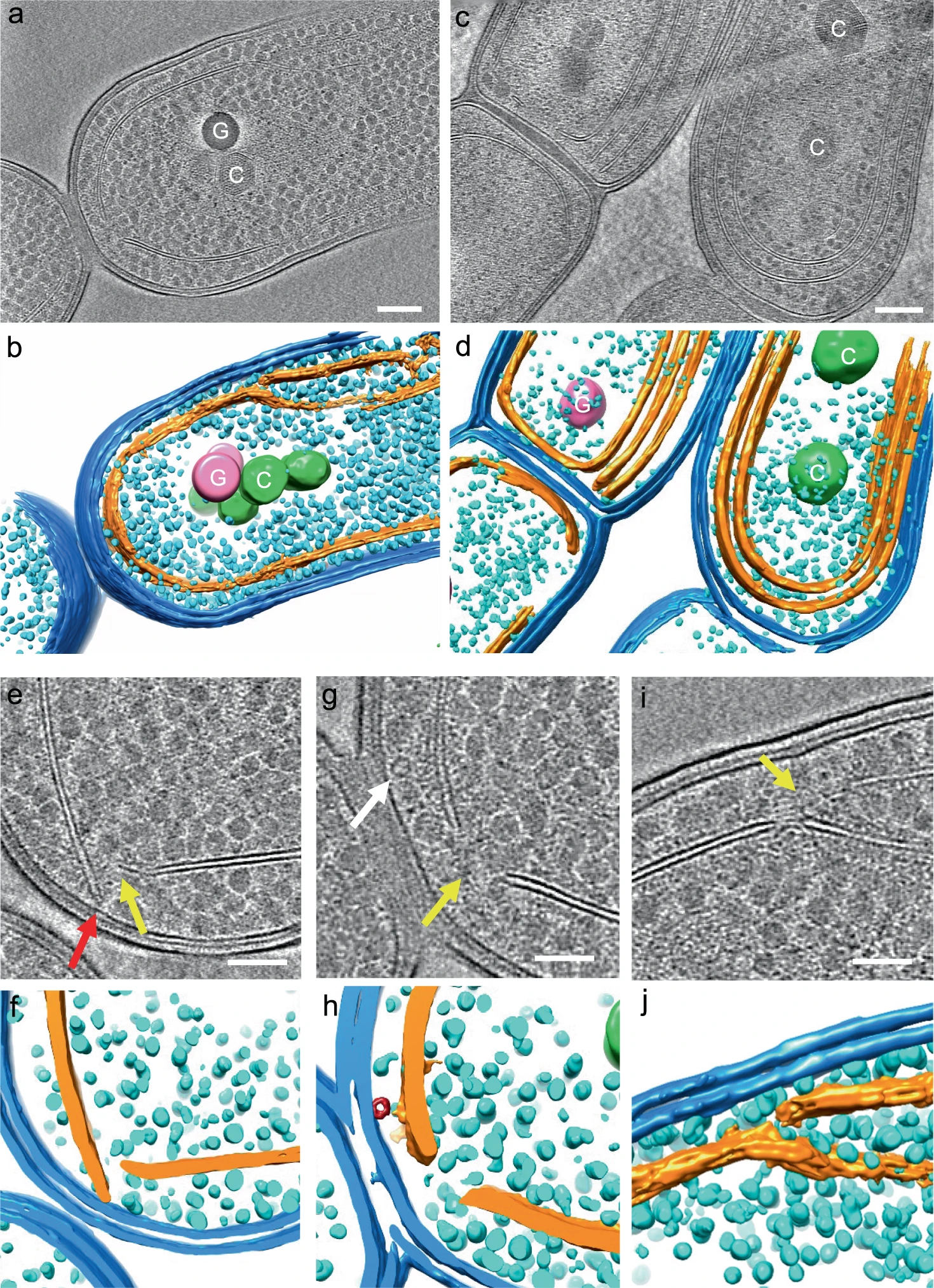
Cryo-EM-Aufnahmen von Membranen gefriergetrockneter Synechococcus-Zellen.

In den Zellen lassen sich ähnlich wie bei Gloeomargarita lithophora C7 sowohl Karbonat- als auch Polyphosphat-Einschlüsse nachweisen. Das deutet darauf hin, dass diese Cyanobakterien in der Lage sind, Stromatolithen zu bilden.

## Spezies (Auswahl)
- Synechococcus aeruginosa
- Synechococcus bacillaris
- Synechococcus calcipolaris mit Stamm G9[9]
- Synechococcus capitatus
- Synechococcus elongatus, Nägeli (1849):[10] Typspezies[1] mit Stamm PCC 7942, sequenziert.
- „Synechococcus sp. JA-2-3B“[11][12]
- „Synechococcus sp. KORDI-49“[13][12]
- „Synechococcus sp. PCC 7002“[14][2]
- „Synechococcus sp. WH 7803“ [Parasynechococcus pacificus WH 7803][15][16]

## Phylogenie
Neuere Phylogenien (Stand 2020) sehen die Gattung Synechococcus polyphyletisch. Sie fassen die marinen Synechococcus und die Gattung Prochlorococcus in einer Klade „mariner Picocyanobacteria“ (auch „marine SynPro-Gruppe“ genannt) zusammen, deren letzter gemeinsamer Ahn (LGA oder MRCA) vor etwa 414 (340 bis 419) Millionen Jahren gelebt hat. Die Auseinanderentwicklung (Divergenz) dieser Gruppe und der Gattungen Cyanobium, Aphanothece, sowie anderer verwandter Synechococcus-Vertreter wird im späten Ediacarium (vor 571 Millionen Jahren) angenommen. S. sp. KORDI-49 steht dabei nahe Prochlorococcus (marine SynPro), S. elongatus zweigt dagegen vom Rest schon sehr viel früher ab; und Synechococcus sp. JA-2-3B steht im Stammbaum der Cyanobakterien fast ganz basal (nach den Gloeobacteria)

## Reorganisation der Gattung
Im Jahr 2020 schlugen Jiří Komárek et al. eine Reorganisation der Gattung vor, auch weil die ihr damals zugerechneten Spezies und Stämme untereinander starke Abweichungen in der 16S rRNA zeigten, und eine Ähnlichkeit nur in ihrer äußeren Gestalt bestand.
In die vergleichende taxonomische Einordnung phylogenetischer Cluster, die verschiedenen Morph- und Genotypen entsprechen, wurden neben der Gattung Synechococcus auch die (teilweise neuen) Gattungen Cyanobium, Parasynechococcus, Picosynechococcus, Prochlorococcus, Thermosynechococcus und Thermostichus einbezogen.
Die Typusspezies der Gattung Synechococcus bleibt nach wie vor Synechococcus elongatus, mit Referenzstamm PCC 6301.
Abgetrennt wurden beispielsweise wurden die thermophilen Varianten – Spezies und auch einige einzelne Stämme; sie wurden in die neuen Gattungen Thermosynechococcus und Thermostichus verschoben, inklusive einer neuen Familien- und Ordnungszuweisung.
Der früher als „Synechococcus sp. PCC 7335“ ebenfalls der Gattung Synechococcus zugeordnete Stamm PCC 7335 gilt heute nach der List of Prokaryotic names with Standing in Nomenclature (LPSN) offiziell als Referenzstamm der Spezies „Coccusdissimilis mexicanus“, auch wenn diese Verschiebung noch nicht überall nachvollzogen wird; nach Gisriel et al. (2023) gehört dieser zusammen mit den Gattungen Halomicronema und Nodosilinea zur Cyanobakterien-Ordnung Nodosilineales.
PCC 7335 und Halomicronema hongdechloris sind in der Lage, mit Hilfe von Chlorophyll f Photosynthese mit Licht im tiefroten Bereich (englisch far-red light, FRL) zu betreiben (engl. far-red light photoacclimation, FaRLiP).
Weitere Details dieser Reorganisation sind allerdings bis heute (Stand November 2023) noch in der Diskussion:
Dabei wird die Gattung Thermosynechococcus zwar gewöhnlich der neuen  Familie Thermosynechococcaceae und Ordnung Thermosynechococcales als Typusgattung zugerechnet. (mit Ausnahme in der LPSN).
Während die Taxonomie des National Center for Biotechnology Information genauso wie die LPSN die Gattung Thermostichus in einer weiteren eigenen Familie Thermostichaceae und Ordnung Thermostichales sieht, ordnet die Genome Taxonomy Database (GTDB) die diese Gattung derselben Familie und Ordnung zu wie Thermosynechococcus.
Insbesondere gilt dies für die früher als Synechococcus lividus bezeichnete thermophile Spezies.
Ihr Referenzstamm PCC 6175T wurde auf der Promontory-Halbinsel im Süden des Yellowstone Lake gefunden, der ihr ebenfalls zugehörige Stamm C1 aber in der Octopus Spring, ebenfalls im Yellowstone-Nationalpark.
Diese Spezies wird mit den beiden genannten Stämmen in der NCBI-Taxonomie heute als Thermostichus lividus in die Gattung Thermostichus der Familie Thermostichaceae, Ordnung Thermostichales, gestellt.
In der GTDB wird die Gattung mit der lividus-Spezies mit dem provisorischen Namen „Synechococcus_A“ bezeichnet und die Spezies als „Synechococcus_A lividus“; Referenzstamm ist und bleibt PCC 6715.
Enthaltende Familie ist jedoch nach der GTDB ebenfalls Thermosynechococcaceae.
Auch innerhalb der Gattung Thermosynechococcus gibt es noch Unterschiede:
Die NCBI-Taxonomie sieht eine Synonymie ihrer (thermophilen) Typusspezies Thermosynechococcus elongatus mit  Thermosynechococcus vestitus (früher Synechococcus elongatus var. vestitus) mit Referenzstamm Thermosynechococcus vestitus BP-1 und (u. a.) dem Stamm Thermosynechococcus elongatus PKUAC-SCTE542.
Die GTDB stellt diese beiden Stämme jedoch in verschiedene Spezies: Thermosynechococcus elongatus_A mit BP-1 (als vestitus-Art) und Thermosynechococcus elongatus_B mit PKUAC-SCTE542 (als „echte“ thermophile elongatus-Art).
Beide sind zu unterscheiden von der nicht-thermophilen Spezies Synechococcus elongatus (Typus, s. o.).
Eine weitere Spezies der Gattung Thermostichus ist lt. NCBI-Taxonomie und LPSN Thermostichus vulcanus mit Referenzstamm CBFS:A-092-1 und (u. a.) Stamm NIES-2134 – diese Spezies war gemäß diesen Quellen zeitweilig der Gattung Thermosynechococcus als Thermosynechococcus vulcanus zugeordnet). Die GTDB führt von diesen beiden Stämmen nur den letzteren – als Referenzstamm der Spezies Thermosynechococcus elongatus_A, hat sich also dieser letzten Änderung nicht angeschlossen.
Klasse und Phylum dieser Familien sind in allen drei Taxonomien unverändert, d. h. dieselben wie bei Synechococcus (evtl. mit unterschiedlichen Bezeichnungen und Umfang: Cyanophyceae syn. Cyanobacteriia respektive Cyanobacteria syn. Cyanobacteriota – siehe Artikel Cyanobakterien).
Für eine Übersicht über die jeweilige Taxonomie sei auf die Tree-View der GTDB und des NCBI Taxonomy Bowsers zu den einzelnen Spezies verwiesen.

## Anwendungen
Forscher der Huazhong-Universität in Wuhan (China) prüfen, ob sich Cyanobakterien der Spezies S. elongatus zur Sauerstoffversorgung im Gehirn etwa bei Schlaganfallpatienten nutzen lassen. Wegen der Lichtundurchlässigkeit des menschlichen Schädels könnten ggf. sog. upconversion nanoparticles genutzt werden. Bei Bestrahlung mit Infrarotlicht (IR) wandeln diese Partikel diese Strahlung in sichtbares Licht um, das dann von den Cyanobakterien zur Sauerstoffproduktion genutzt wird.
Ähnliche Studien mit Cyanobakterien und Mikroalgen und durchsichtigen Kaulquappen (Krallenfroschlarven, Xenopus laevis) wurden im selben Jahr auch an der Ludwig-Maximilians-Universität München durchgeführt. Hier war die Zielrichtung u. a. die Sauerstoffversorgung des Gehirns während einer Operation. Für das Konzept müssen allerdings eine Reihe von Schwierigkeiten gelöst werden: Geraten die Mikroorganismen außer Kontrolle, können sie Schaden anrichten, etwa indem sie zu viel Sauerstoff produzieren (Hyperoxie). Ob das Konzept jemals beim Menschen anwendbar sein wird, lässt sich derzeit (2021) noch nicht abschätzen.
Synechococcus sp. PCC 7002 kann Salzwasser-Simulans effektiv entsalzen, die Entsalzung kann danach mit einer Filtration durch basaltartiges Vulkangestein weiter verbessert werden.